# قائم‌آباد رزاق‌زاده
قائم‌آباد رزاق‌زاده یک منطقهٔ مسکونی در ایران است که در دهستان شوسف شهرستان نهبندان واقع شده‌است. قائم‌آباد رزاق‌زاده ۳۲ نفر جمعیت دارد.